# Přistávací plocha 4
Landing Zone 4 (česky Přistávací plocha 4), zkratkou LZ-4, je vybetonovaná přistávací plocha pro vertikálně přistávající nosné rakety Falcon 9 od SpaceX. Je to třetí pevninská přistávací plocha, kterou SpaceX postavila. Původně měla být až čtvrtá, protože společnost SpaceX plánovala postavit na základně Cape Canaveral Air Force Station na Floridě ještě jednu plochu v blízkosti ploch LZ-1 a LZ-2.
LZ-4 je vybudována na pozemcích, které si SpaceX v roce 2015 pronajala od letectva Spojených států. Už o rok později byla betonová kruhová plocha dokončena na místě bývalého startovacího komplexu 4W. Oproti LZ-1 a LZ-2 se LZ-4 nachází mnohem blíže k rampě, ze které Falcony 9 startují, konkrétně jen 434 metrů.

## Historie přistání
K prvnímu přistání na ploše LZ-4 došlo 8. října 2018 v 02:22, několik minut po startu stupně B1048.2 s družicí SAOCOM 1A. Jednalo se o celkově 12. přistání prvního stupně na pevnině, předchozí pokusy – všechny úspěšné – se uskutečnily na přistávacích plochách LZ-1 (10×) a LZ-2 (1×).
| Poř. | Datum a čas (UTC)  | Náklad                           | Let č. | Raketa, stupeň      | Výsledek | Poznámky             |
| ---- | ------------------ | -------------------------------- | ------ | ------------------- | -------- | -------------------- |
| 1    | 8. října 2018      | SAOCOM 1A                        | 62     | F9 Block 5 B1048.2  | Úspěšné  |                      |
| 2    | 12. června 2019    | Radarsat Constellation           | 72     | F9 Block 5 B1051.2  | Úspěšné  |                      |
| 3    | 21. listopadu 2020 | Sentinel 6A                      | 99     | F9 Block 5 B1063.1  | Úspěšné  |                      |
| 4    | 2. února 2022      | NROL-87                          | 139    | F9 Block 5 B1071.1  | Úspěšné  |                      |
| 5    | 17. dubna 2022     | NROL-85                          | 148    | F9 Block 5 B1071.2  | Úspěšné  |                      |
| 6    | 18. června 2022    | Sarah 1                          | 159    | F9 Block 5 B1071.3  | Úspěšné  |                      |
| 7    | 16. prosince 2022  | SWOT                             | 190    | F9 Block 5 B1071.6  | Úspěšné  |                      |
| 8    | 30. prosince 2022  | EROS-C3                          | 194    | F9 Block 5 B1061.11 | Úspěšné  |                      |
| 9    | 2. dubna 2023      | TTL 1                            | 215    | F9 Block 5 B1075.2  | Úspěšné  |                      |
| 10   | 15. dubna 2023     | Transporter 7                    | 217    | F9 Block 5 B1063.10 | Úspěšné  |                      |
| 11   | 12. června 2023    | Transporter 8                    | 232    | F9 Block 5 B1071.9  | Úspěšné  |                      |
| 12   | 2. září 2023       | TTL 0B                           | 252    | F9 Block 5 B1063.13 | Úspěšné  |                      |
| 13   | 11. listopadu 2023 | Transporter 9                    | 272    | F9 Block 5 B1071.11 | Úspěšné  |                      |
| 14   | 1. prosince 2023   | 425 Project Flight 1             | 278    | F9 Block 5 B1061.17 | Úspěšné  |                      |
| 15   | 24. prosince 2023  | SARah 2 & 3                      | 284    | F9 Block 5 B1075.8  | Úspěšné  |                      |
| 16   | 4. března 2024     | Transporter 10                   | 306    | F9 Block 5 B1081.5  | Úspěšné  |                      |
| 17   | 11. dubna 2024     | USSF-62 (WSF-M 1)                | 322    | F9 Block 5 B1082.3  | Úspěšné  |                      |
| 18   | 2. května 2024     | WorldView Legion 1 & 2 Mission 1 | 392    | F9 Block 5 B1061.20 | Úspěšné  |                      |
| 19   | 28. května 2024    | EarthCARE                        | 341    | F9 Block 5 B1081.7  | Úspěšné  |                      |
| 20   | 16. srpna 2024     | Transporter 11                   | 365    | F9 Block 5 B1075.12 | Úspěšné  | 20. úspěšné přistání |
| 21   | 20. října 2024     | OneWeb #20                       | 383    | F9 Block 5 B1082.7  | Úspěšné  |                      |
| 22   | 21. prosince 2024  | Bandwagon-2                      | 413    | F9 Block 5 1071.21  | Úspěšné  |                      |
| 23   | 14. ledna 2025     | Transporter-12                   | 424    | F9 Block 5 1088.2   | Úspěšné  |                      |
| 24   | 12. března 2025    | SPHEREx / PUNCH                  | 444    | F9 Block 5 1088.3   | Úspěšné  |                      |
| 25   | 15. března 2025    | Transporter-13                   | 447    | F9 Block 5 1081.13  | Úspěšné  |                      |
| 26   | 21. března 2025    | NROL-57                          | 450    | F9 Block 5 1088.4   | Úspěšné  |                      |
| 27   | 23. července 2025  | TRACERS                          | 507    | F9 Block 5 1081.16  | Úspěšné  |                      |